# Pirates of the Caribbean: Svarta Pärlans förbannelse
Pirates of the Caribbean: Svarta Pärlans förbannelse är en amerikansk film från 2003. Filmen blev den första i en serie, där den andra delen heter Död mans kista, den tredje Vid världens ände, den fjärde I främmande farvatten och den femte Pirates of the Caribbean: Salazar's Revenge. De tre första filmerna är regisserade av Gore Verbinski, producerad av Jerry Bruckheimer och är baserad på attraktionen Pirates of the Caribbean i nöjesparkerna Disney World och Disneyland. Den fjärde filmen, I främmande farvatten, är regisserad av Rob Marshall.

## Handling
Kapten Barbossa (Geoffrey Rush) och hans pirater har drabbats av en förbannelse de gärna vill bryta. För att häva förbannelsen måste de ta tillbaka de 882 aztekiska guldmynt som de stal från en magisk kista tio år tidigare. De måste även ha blodet från den döda piraten William (Bootstrap) Turner, och det enda sättet att få tag i det är genom Bootstraps enda barn, William Turner II (Orlando Bloom). Av misstag tar de istället Williams stora kärlek Elizabeth Swann (Keira Knightley). När William får reda på detta så gör han allt för att rädda henne. Han tvingas då ta hjälp av den halvgalne piraten kapten Jack Sparrow (Johnny Depp) som sitter i häktet i väntan på hängning. Jack, som till varje pris vill återta sitt gamla skepp Svarta Pärlan som har stulits ifrån honom av Barbossa, tar genast emot hjälpen från William och de två ger sig av efter Barbossa och Svarta Pärlan så fort det bara går. Det blir en intressant resa med skatter, faror, galenskap, kärlek, gammal bekantskap och pirater.

## Rollista
- Johnny Depp - Kapten Jack Sparrow
- Geoffrey Rush - Kapten Hector Barbossa
- Orlando Bloom - William "Will" Turner
- Keira Knightley - Elizabeth Swann
- Jack Davenport - Kommendör James Norrington
- Kevin R. McNally - Joshamee Gibbs
- Zoë Saldaña - Anamaria
- Jonathan Pryce - Guvernör Weatherby Swann
- Treva Etienne - Piraten Koehler
- David Bailie - Mr. Cotton
- Lee Arenberg - Pintel
- Mackenzie Crook - Ragetti
- Trevor Goddard - Piraten Grapple
- Isaac C. Singleton, Jr. - Piraten Bo'sun
- Brye Cooper - Piraten Mallot
- Michael Berry, Jr. - Piraten Twigg
- Damian O'Hare - Löjtnant Gillette
- Giles New - Soldat Murtogg
- Angus Barnett - Soldat Mullroy
- Martin Klebba - Marty
- Greg Ellis - Löjtnant Theodore Groves
- Vince Lozano - Piraten Jacoby
- Christopher S. Capp - Mr. Cottons papegoja (röst)